# Camillo Tychsen
Nicolai Georg Camillo Tychsen, född 24 januari 1826 i Köpenhamn, död 29 mars 1888, var en dansk matematiker.
Tychsen, som var apotekarson, kom 1841 i optikerlära, tog 1846 polyteknisk inträdesexamen och 1850 en partiell examen i matematik och fysik. Efter sitt äktenskap 1852 ägnade han sig i viss utsträckning åt undervisning, men levde även på sin förmögenhet. År 1862 besvarade han Köpenhamns universitets prisuppgift i matematik, men kunde enligt de dåvarande reglerna som ickestudent inte tilldelas priset, vartill han förklarades värdig. År 1866 tilldelades han filosofie doktorsgraden av universitetet i Jena. År 1870 blev han anställd som matematikkunnig medlem av direktionen för Statens Livsforsikringsanstalter, en befattning vilken han behöll till sin död.
Tychsen utgav bland annat en mindre lärobok i differential- och integralkalkyl (1870), men störst betydelse fick han genom att 1859 starta "Mathematisk Tidsskrift" tillsammans med observatorn Hans Schjellerup. Den sistnämnde var dock endast redaktör i ett år, och tidskriften redigerades därefter av Tychsen ensam intill 1870.